# Alpioniscus tuberculatus
Alpioniscus tuberculatus är en kräftdjursart som beskrevs av Zdenek Frankenberger 1939. Alpioniscus tuberculatus ingår i släktet Alpioniscus och familjen Trichoniscidae. Inga underarter finns listade i Catalogue of Life.